# Szőcs Géza (grafikus)
Szőcs Géza (Vásárosnamény, 1967. szeptember 24. –) magyar grafikusművész.

## Életpályája
1992-ben végzett a soproni Erdészeti és Faipari Egyetem erdőmérnöki karán. Az egyetem képzőművészeti körében mélyítette el művészeti ismereteit, s itteni tanárán, Soltra E. Tamáson kívül mesterének tartja még Horváth Jánost. és Vásárhelyi Antal grafikusművészt. 
1996-tól Magyar Alkotóművészek Országos Egyesületének
1998-tól a Magyar Grafikusművészek Szövetségének,  
1999-től Magyar Rézkarcolóművészek Egyesületének a tagja
2010-től tagja az Art Flexum Egyesületének.
2001-től- 2010-ig vezette a Barcsi Nemzetközi Művésztelep rézkarc műhelyét
2001-2019-ig tagja a KAPOS-ART művészeti egyesületének.
Kuratóriumi tag a Győri grafikai műhelynek.
1994-1998 Hejcei Nemzetközi Művésztelepen vesz részt.
2003-2006 között részt vesz a Gyermelyi Művésztelepen.
2007-ben részt vesz a III. Nemzetközi fametsző művésztelepen, Nyíregyházán.
2008-ban Ceredi Nemzetközi Művésztelepen dolgozik.
2008-2013 grafikát tanított a Nyugat-magyarországi Egyetem Savária Egyetemi Központ Rajz Intézeti Tanszéken.
2010-től rendszeresen részt vesz az Art Flexum által szervezett művésztelepeken.
2011-től kiállításokat szervez a Torony Galériában.
2012-ben és 2014-ben Gyergyószárhegyi művésztelepen vesz részt.
Alkotásaiban rézkarcváltozatokat, szitanyomást és fotoemulziós eljárásokat alkalmaz, színes műveit érzékeny festői effektusokkal is gazdagítja, mélynyomású lapjain a lemezt amorf alakzatot kialakítva vágja körbe. Grafikáiban az avantgárd formák finoman keverednek a szimbolikus ábrázolási módokkal, időnként gunyoros hatást keltve.

## Kiállításai

### Egyéni kiállításai
- Erdészeti Múzeum, Sopron (1995)
- MU Színház, Budapest (1997)
- A részek – Galéria IX, Budapest (2002. április 27. – május 9.)[1]
- Mindennel lehet játszani – Rómer Flóris Művészeti és Történeti Múzeum, Győr (2003. március 28. – április 27.)[2]
- Fénylő képek – transzparencia – Ferencvárosi Pincegaléria, Budapest (2003. október 31. – december 31.)[3]
- Térszövetek – Újlipótvárosi Klub Galéria, Budapest (2004. április 6–23.)[4]
- ART9 Galéria, Budapest (2005. április 15. – május 2.)[5]
- Ökollégium ArtGaléria, Budapest (2006. május 4–27.)[6]
- „fosziliák” – Galéria IX, Budapest (2012. március 16–29.)[7]
- Képlények, képlényeg – Festőterem, Sopron (2017.12.09–2018.01.07.)

### Csoportos kiállításai (válogatás)
- Szabolcs-Szatmár megyei Tárlat, Nyíregyháza (1992)
- VII. Országos Rajzbiennálé – Salgótarján (1994)
- XIII. Őszi Tárlat – Sopron (1995)
- Független Grafikai Biennálé – Kanagava, Japán (1996)
- Nemzetközi Kisgrafikai Biennálé – Újpest Galéria, Budapest (1996)
- VIII. Országos Rajzbiennálé – Salgótarján (1996)
- Nemzetközi Grafikai Triennálé – Bitola, Macedónia (1997)
- II. Országos Színesnyomat Grafikai kiállítás – Művészetek Háza, Szekszárd (1997)
- III. Országos Pasztell Biennálé – Balassa Bálint Múzeum, Esztergom (1997)
- Hidegtű: MGSZ kiállítása – Vigadó Galéria, Budapest (1997)
- XIX. Országos Grafikai Biennálé – Miskolci Galéria, Miskolc (1998)
- Grafikai Körképek – Újpest Galéria, Budapest (1998)
- IX. Országos Rajzbiennálé – Nógrádi Történeti Múzeum, Salgótarján (1998)
- Torony Galéria, Sopron (1999; Magyar Mónikával)
- XXV. Tavaszi Tárlat – Salgótarján (1999)
- Ex Libris Biennálé – Rijeka, Horvátország (1999)
- Vízár-Vízzár – Vasarely Múzeum, Budapest (1999)
- Nemzetközi Fax kiállítás – Kassa, Szlovákia (1999)
- I. Országos Papírművészeti kiállítás – Vaszary Képtár, Kaposvár (1999)
- Kortárs Magyar Galéria, Dunaszerdahely (1999)
- I. Nemzetközi Rézmetszet Szalon – Nagybánya, Románia (1999)
- Nemzetközi Grafikai Triennálé – Krakkó, Lengyelország (2000)
- Nemzetközi Színesnyomat kiállítás – Toruń, Lengyelország (2000)
- V. Pasztell Biennálé – Esztergom (2000)
- III. Színesnyomat Grafikai kiállítás – Művészetek Háza, Szekszárd (2000)
- II. Nemzetközi Részmetszet Szalon – Nagybánya, Románia (2000)
- Nemzetközi Kisgrafikai Biennálé – Raciborc, Lengyelország (2000)
- Műhelymunkák, mesterművek – Festőterem, Sopron (2000)
- Gigantprint – Fürjesi, Pató, Sánta, Szemethy, Szepessy, Szőcs: a Cered-Salgótarján Nemzetközi Művésztelep kiállítása – Duna Galéria, Budapest (2009. június 24. – július 12.; Fürjesi Csabával, Pató Károllyal, Sánta Lászlóval, Szemethy Imrével, Szepessy Bélával)[8]
- Az ArtFlexum Művészeti Társaság kiállítása – Torony Galéria, Sopron (2012. március 31. – április 13.; Almási Róberttel, Balogh Istvánnal, Borbély Károllyal, Glázer Kozma Edittel, Karczagi Endrével, Kelemen Benő Benjáminnal, Kurcsis Lászlóval, Lipovics Jánossal, Magyar Mónikával, Moldoványi Gézával, Sárközi Anikóval, Szunyogh Lászlóval, Tolnay Imrével, Végh Bélával)[9]
- FidelissimArt: Soproni MAOE tagok kiállítása – Galéria IX, Budapest (2012. május 11–24.; Edőcs Márta üvegművésszel, Gáspárdy Tibor festőművésszel, Gerencsér Pán Tamás grafikusművésszel, Giczy János festőművésszel, Kovács Gombos Gábor festőművész – egyetemi docenssel, Magyar Mónika grafikusművésszel, Soltra E. Tamás érem- és szobrászművésszel, Sulyok Gabriella grafikusművésszel)[10]
- 2013. Budapest, Galéria IX. – Önálló Kiállítás Kolozsvár, tribuna Nemzetközi Grafikai kiállítás Sopron, 78 Galéria EA LX/CXX című kiállítása Rum, Cicelle művészeti fesztivál Sopron, Múzeum, Lábasház, FidelissimArt kiállítása
- 2014: Hédervár, Kápolna, Művésztelep kiállítása Miskolci Grafikai Biennálé Sopron, Torony Galéria -Rézkarcoló Művészek Egyesületének kiállítása Kolozsvár, tribuna Nemzetkozi Grafikai kiállítás Sopron, Torony Galéria, Fotoművészeti kör Góthika kiállítása
- 2015:Soproni Múzeum, Lábasház, Gyergyó Szárhegyi Művésztelep kiállítása V.Ars Pannonica-Szombathely-Budapest- Wien Magyar Nagykövetség Műcsarnok – Kunsthalle Budapest-Itt és most országos kiállítás
- 2016.Salgótarján Rajztriennálé kiállítás, Sopron, Torony Galéria MAOE tagok kiállítása, Mosonmagyaróvár Téli Tárlat kiállítása Rajkai Művésztelep és Torony Galéria kiállítása, 
  1. Ars Sacra Fesztiválon az Art Flexum társaság kiállítása, X. Ars Sacra Fesztivál Galéria Lénia
- 2017. Sárvár Nádasdy Ferenc Múzeum Galeria Arcis FidelissimArt tagok kiállítása Miskolci Színház: Légyott kiállítás (95 szín-tézis) Sopron, 78-as Galéria Sopron, Torony Galéria: rajkai művésztelep kiállítás Mosonmagyaróvár, Art Sacra – Ne féljetek! Kiállítás Festőterem: Szőcs Géza grafikusművész tárlata Hegyvidék Galéria, Puritanus című csoportos tárlat Miskolc, Grafikai Triennálé Hatvan, I. Kisgrafikai tárlat
- 2018. Sopron, Festőterem: Mester és tanítványa (SSZC Handler) kiállítás Sopron, Munkácsy Terem, FidelissimArt kiállítása Mosonmagyaróvár, Flesch Művelődési Központ Art FlexumTéli Tárlat kiállítása Káosz és Rend Országos képzőművészeti seregszemle MAOE tagok, Szeged – REÖK-palota. Zalaegerszeg, GébArt művésztelep kiállítása Sárvár, Galeria Arcis, Önálló kiállítás
- 2019. Miskolc, Színház, 19. Légyott Légy itt, Léda ott – Ady közelebb 2014-2019 GébArt művésztelep anyaga Zalaegerszegen a volt Zsinagógában Budapest, Hegyvidék Galária, Feragmentum című kiállítás Új Dunántúli Tárlat: Sopron várost képviselve Portugália, Global print, Douro, biennálé ELTE Egyetemi Könyvtár és Levéltár Grafikák és művészkönyvek- Önálló kiállítás Önálló kiállítás a Glázer-Kozma Galériában, Jánossomorján
- 2020. Mosonmagyaróvár, Flesch Művelődési Központ-Art Flexum Téli Tárlat Társaság – Bartók Plusz Operafesztivál kísérőrendezvénye, miskolci Herman Ottó Múzeum Thália-háza. MUNKÁCSY és CSONTVÁRY nyomában: MAGYAR KORTÁRS KÉPZŐMŰVÉSZEK VIRTUÁLIS TÁRLATA, KLIKK ART CENTRUM Egyesület Tatabánya, Szénrajz triennálé kiállítás

## Művei közgyűjteményekben
- Kortárs Magyar Galéria, Dunaszerdahely
- Miskolci Galéria, Miskolc
- Nógrádi Történeti Múzeum, Salgótarján
- Grafikai Gyűjtemény, Szapporo, Japán
- Városi Gyűjtemény, Gorinchem, Hollandia